# Aquouass Briech
Aquouass Briech (franska: Aquouass Briech (CR), Aquouass Briech (Commune Rurale), arabiska: طنجة المدينة (المقاطعة)) är en kommun i Marocko.   Den ligger i prefekturen Tanger-Assilah och regionen Tanger-Tétouan-Al Hoceïma, i den norra delen av landet, 190 km norr om huvudstaden Rabat. Antalet invånare är 4 132.